# Antropocè

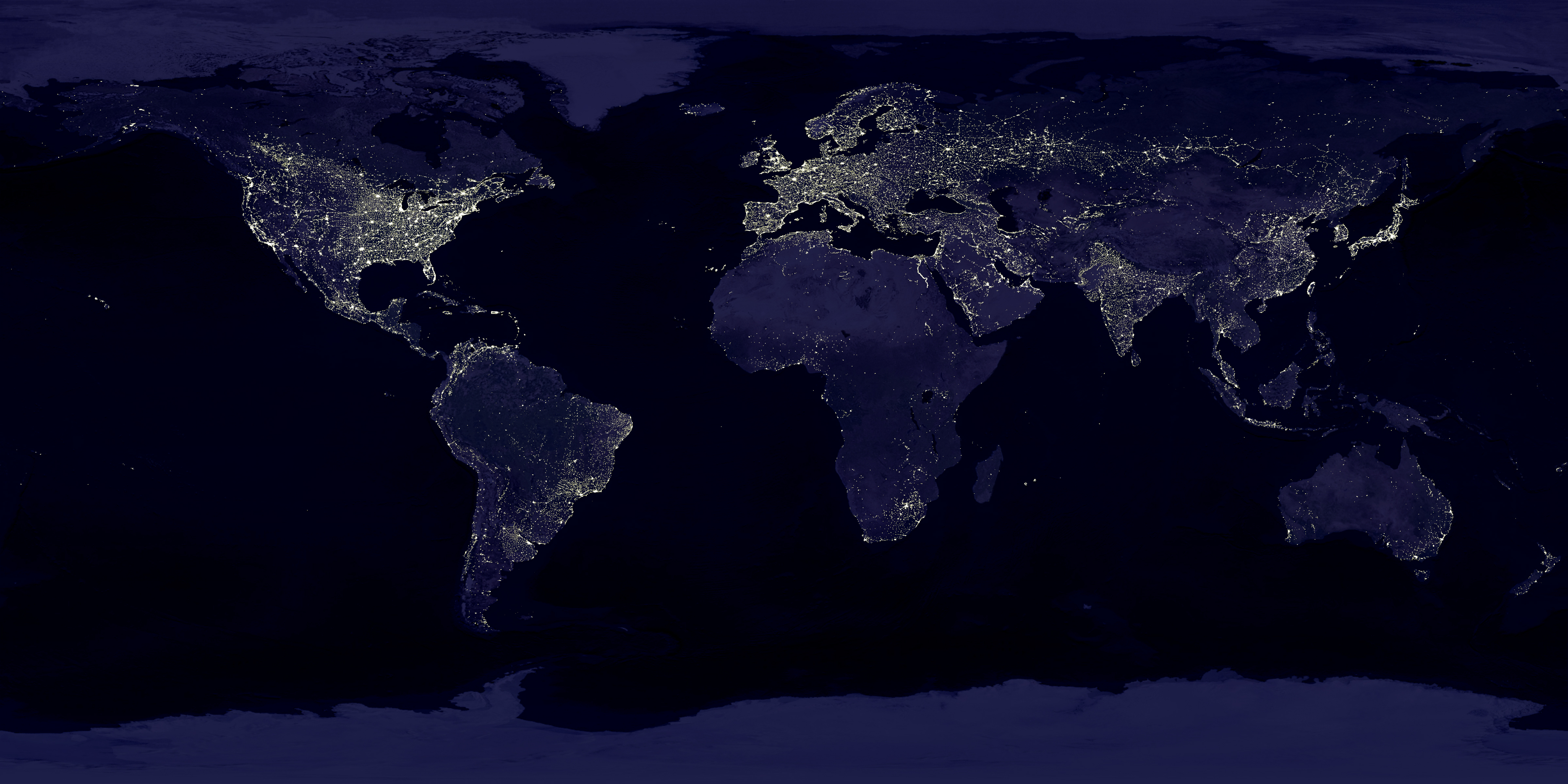
La Terra de nit, segons una simulació, durant l'antropocè.

Antropocè és el nom d'una possible nova era geològica que s'ha proposat que comença o bé amb la revolució industrial iniciada el segle xvii, o bé amb l'explosió de la primera bomba nuclear, el 16 de juliol del 1945 al desert de Nou Mèxic. No es tractaria d'un període geològic pròpiament, sinó de l'època en què l'activitat humana ha començat a generar efectes massius a nivell planetari. Tot i així s'ha proposat que podria arribar a complir el criteri de marca geològica i que per definir-la es podrien utilitzar les massives quantitats d'ossos de pollastre domèstic que es troben distribuïts pels abocadors arreu del món (on han arribat a fossilitzar) des de la dècada que iniciaria l'era antropocènica.
El concepte, tot i que encara no és unànimement acceptat, es forneix cada vegada més d'estudis científics de totes les disciplines, des de la biologia a la filosofia i les humanitats, que dediquen ara molts esforços a estudiar-lo i definir-lo. Des del 2013 es publica la revista científica internacional Anthropocene Arxivat 2019-05-13 a Wayback Machine..

## Etimologia i origen del nom
Antropocè és un neologisme format per la combinació de dos mots grecs, anthropos (ἄνθρωπος, home) i kainos (καινος, nou, recent), i fet per analogia amb els noms dels altres grans temps geològics (Eocè, Plistocè, etcètera).
El terme fou proposat l'any 2000 pel premi Nobel de química, el neerlandès Paul Crutzen. Va ser molt controvertit inicialment, però el seu ús i les seves implicacions com a terme geològic ha guanyat adeptes des del moment de la manifestació del canvi climàtic antropogènic i l'extinció massiva d'espècies provocada pels humans.
Segons aquesta teoria, tan sols en els passats dos segles els humans han infligit a la Terra canvis extensos i sense precedents que alteraran el planeta per milions d'anys. Com a conseqüència de l'activitat humana hi ha hagut una explosió demogràfica amb megaciutats i l'increment de l'ús d'energia a base de combustibles fòssils. Especialment preocupant és l'ecidificació dels oceans pel diòxid de carboni (CO₂), que perjudica moltes formes de vida marina però que sobretot afecta el desenvolupament de coralls, mol·luscs i certes formes de fitoplàncton, fonamentals a la cadena tròfica.